# アイラヴミー
アイラヴミーは、さとう みほのと野中 大司（のなか ひろし）の2人から成る、日本のロックバンド。所属レーベルはテイチクエンタテインメントの「BOGUS RECORDS」。その後メジャーレーベルを離れ、自主レーベル「OMAMORI RECORDS」を立ち上げ。

## 来歴
2016年（平成28年）に結成。当初は現メンバーに井嶋 素充（いじま もとみつ）を加えた3人組体制のバンドだった。10月に渋谷 GUILTYで初企画「アンコールまで、泣くんじゃない。」を開催し、会場限定のDemo Album「アイラヴミー！」をリリースした。
2018年（平成30年）4月に、初の流通盤Mini Album「セーブミー」を発売。大阪のCDショップ「HOOK UP RECORDS」の6・7月の販売ランキングでTOP3入りを果した。
同年10月3日、渋谷TSUTAYA O-Crestで初のワンマンライブを開催。この日を選んだ理由について、さとうは「今日は10月3日で、１が『アイ』で、０がテニスでいう『ラヴ』、そして３が『ミー』だから今日にしました！」と述べている。12月、「セーブミー」がbayfm「NEXT POWER ON!」のレコメンド曲に選出された。
2019年（令和元年）9月4日、1st mini Album「でも生きている」でテイチクエンタテインメントのレーベル「BOGUS RECORDS」からメジャーデビュー。先行して、既に配信されていた「負け犬戦士」「社会の歯車」に続く『ダメンタル三部作』の3曲目「でも生きている」が、7月24日に配信リリースされた。
2020年（令和2年）2月には、NHKの「みんなのうた」のために「答えを出すのだ」を書き下ろした。2・3月の新曲として放送された本楽曲は、10代のリスナーを中心にSNSで大きな話題を呼んだ。さとうは、番組の趣旨を踏まえ「みんなのために書いた曲」であるとし、「自分の人生は自分に問題を出して自分で答えを出していかなければいけない。怖いけど不安だけど、一歩踏み出す勇気が欲しくて書いた」としている。本楽曲は同月5日より配信リリースされた。
2021年（令和3年）3月を以て、体調不良のため活動を休止していた井嶋が脱退した。
2022年（令和4年）メジャーレーベルを離れ、自主レーベル「OMAMORI RECORDS」を立ち上げる。その第1弾デジタルシングル「にんげんのかたち」が12月14日(水)にリリース。

## メンバー
- さとう みほの （ボーカル、ギター） - 自身を「ダメンタル女子」としており[11]、メジャーデビューの際には「わたしみたいな“家から出るのもちょっと怖いな”って子とか、閉じこもっちゃうタイプの方々に曲が届いてくれたら嬉しい」と述べている。曲を書く際にも「部屋に閉じこもってカーテンの裾をガッと持って引っ張ってみたり、床をガリガリ爪で引っ掻いてみたり。壁に噛み付いてみたり、冷蔵庫蹴ったり……」といった「ギリギリな状態」から詞が生れるという。影響を受けたアーティストとしてビリー・アイリッシュを挙げている[1]。また、「自分の心を書くと、どうしても詞はちょっと暗くなっちゃうので楽曲自体はのれるような、横にスウィングしてしまうようなポップでクールなサウンドになるように作ってます」としている[11]。相模原出身で地元愛溢れる歌「淵野辺モスキート」をライブで発表するが、横浜は詳しくないとつぶやく。
- 野中 大司 （ギター） - 洋楽を常に聴いており、影響を受けたアーティストとしてThe 1975を挙げている。「音楽に素直でいることがステージ上で大事だなって思っています」と述べている[1]。

旧メンバー
- 井嶋 素充（ベーシスト） - 2021年3月を以て脱退。影響を受けたアーティストとして、野中同様にThe 1975を挙げている。アイラヴミーでは、音源としての楽曲はポップスであることを意識しつつ、ライブではロックバンドでありたいと述べている[1]。

## 評価
音楽ライターのふくりゅうは、「楽曲力、人間を描いた歌詞の魅力、ライブパフォーマンスのオリジナリティの高さがずば抜けていると思った」とし、「セーヴミー」を例として「ボーカル・さとうみほのによる、米津玄師やBUMP OF CHICKENを彷彿とさせる“心の痛み”に寄り添う歌詞のチカラ。いや、より日常に近いというか、自分を責めがちな、そして怒られることが苦手な若い世代ならではの葛藤を見事に描ききっている言葉が凄い」と評価している。
同じく音楽ライターの森朋之は、「気持ちよく踊れるサウンド、胸の奥底を揺さぶり、グッと来る歌」と評価し、「アイラヴミーの音楽には現実のシーンに対応し、多くのリスナーを魅了する条件が内包されている。2019年後半にかけて、もっとも注目すべきニューカマーだと思う」としている。

## ディスコグラフィ

### シングル
| 発売日           | タイトル                           | レーベル                   |
| ---------------- | ---------------------------------- | -------------------------- |
| 2019年3月27日    | 負け犬戦士                         | テイチクエンタテインメント |
| 2019年5月22日    | 社会の歯車                         | テイチクエンタテインメント |
| 2020年2月5日     | 答えを出すのだ                     | テイチクエンタテインメント |
| 2020年5月27日    | 答えを出すのだ -KUVIZM remix       | テイチクエンタテインメント |
| 2020年6月17日    | でも生きている -Kotaro Saito remix | テイチクエンタテインメント |
| 2020年7月8日     | セーブミー -Moe Shop remix         | テイチクエンタテインメント |
| 2020年7月22日    | ナイフ                             | テイチクエンタテインメント |
| 2020年8月19日    | ケンカしようぜ！                   | テイチクエンタテインメント |
| 2021年2月17日    | やすめ acoustic guitae ver.        | テイチクエンタテインメント |
| 2021年5月5日     | 社会の歯車 -Avec Avec Remix        | テイチクエンタテインメント |
| 2021年6月16日    | 負け犬戦士 -ANIMAL HACK Remix      | テイチクエンタテインメント |
| 2021年10月27日   | 弱虫のラブソング                   | BOGUS RECORDS              |
| 2021年11月24日   | 話をしようよ                       | BOGUS RECORDS              |
| 2022年2月23日    | やすめ                             | BOGUS RECORDS              |
| 2022年6月15日    | しあわせはイテテ                   | BOGUS RECORDS              |
| 2022年7月６日    | 三日月ロンリネス                   | BOGUS RECORDS              |
| 2022年12月１４日 | にんげんのかたち                   | OMAMORI RECORDS            |

### アルバム
| 発売日         | タイトル       | 収録曲 | 備考                 |
| -------------- | -------------- | --- | -------------------- |
| 2017年10月19日 | アイラヴミー！ | 1. セーブミー 2. うるさいな、わかってる 3. 悪循環 4. ちゃんと好き 5. もやもや | ライブ会場限定。完売 |
| 2019年9月4日   | でも生きている | 1. でも生きている 2. 負け犬戦士 3. 社会の歯車 4. 朝焼け 5. さよならドライブ 6. 鎌倉サイクリング                                                                                                |                      |
| 2018年4月4日   | セーブミー     | 1. うるさいな、わかってる 2. 悪循環 3. セーブミー 4. 明日から他人 5. ちゃんと好き 6. もやもや 7. 逃げるが勝ち宣言                                                                              | ライブ会場・通販限定 |
| 2020年9月30日  | そのまんま勇者 | 1. ナイフ 2. ケンカしようぜ! 3. そのまんま勇者 4. らぶ・ゆー・べいべー 5. はずかしい 6. 答えを出すのだ                                                                                         |                      |
| 2022年7月27日  | I LUV ME       | 1. 17 2. しあわせはイテテ 3. やすめ 4. 三日月ロンリネス 5. 弱虫のラブソング 6. 話をしようよ 7. セーブミー 8. でも生きている 9. 負け犬戦士 10. 社会の歯車 11. そのまんま勇者 12. 答えをだすのだ |                      |

## 主なライブ　ラジオ　WEB

### ワンマンライブ・主催イベント
| 開催日         | タイトル                                                                           | 備考                                           |
| -------------- | ---------------------------------------------------------------------------------- | ---------------------------------------------- |
| 2016年10月19日 | アイラヴミー1st mini albumリリースパーティー ～アンコールまで、泣くんじゃない～    | 渋谷GUILTY w/しなまゆ, イエスマン, Lighter190E |
| 2018年2月9日   | アイラヴミー1年連続主催イベント 『I love me!まで、泣くんじゃない。』3マンライブ!!! | 下北沢MOSAiC w/しなまゆ, No.528                |
| 2020年2月23日  | アイラヴミー presents『ケンカしようぜ!』                                           | 渋谷Star lounge w/みるきーうぇい, okkaaa       |
| 2022年11月23日 | 1st full album -I LUV ME- release party「 Late Night Chntting」                    | イケシブ                                       |
| 2022年12月24日 | X'masスペシャルワンマンライヴ「おまもりあげるね」                                  | 下北沢 mona records                            |
| 2023年10月3日  | アイラヴミーの日スペシャルライブ「GUTS！」                                         | 下北沢 CLUB Que／みるきーうぇい、irienchy      |
| 2024年1月7日   | アイラヴミーワンマンライブ2024「はじめてのポロポロ」                               | 下北沢 CLUB Que                                |

### ライブ
2016年
- 5月10日 - Make Happy!!
- 5月11日 - ひらたれん pre. 【花、赤色に咲く。 vol.2】
- 6月09日 - WONDER WONDER

2017年
- 1月30日 - PINCH COX"AWAKE"RELEASE TOUR FINAL 第六回「ライブハウスとマスターピース」
- 4月29日 - HUG ROCK FESTIVAL 2017 ハグ誕
- 6月04日 - SAKAE SP-RING 2017
- 6月11日 - ミミノコロック吉祥寺
- 6月18日 - 華の乱 -2017-
- 7月16日 - 白フェス '17
- 9月15日 - シェーンナイト vol.12
- 11月13日 - ポタリ ing TOUR 2017 ～魔法のカケラ持って行きますから～

2018年
- 1月11日 - 高鳴りミュージック2018
- 1月31日 - ポタリing Tour 2018 ～走れポタリ!みんなとの友情を証明するっP～
- 3月25日 - DaisyBar 13th Anniversary ～1st mini album「MAGIC MILK」release party? ti par ti vol.5～
- 4月07日 - KNOCKOUT FES 2018 spring
- 4月28日 - 中村、メジャーデビューするってよ ～お礼まわりツアー東京編～
- 5月27日 - MiMiNOKOROCK FES JAPAN in 吉祥寺 2018
- 6月02日 - SAKAE SP-RING 2018
- 6月17日 - 華の乱-2018-
- 6月26日 - Gimme a music!! 20180626
- 7月14日 - ～MOSAiC 14th Anniversary～ MOSAiC presents 『白フェス 2018』MOSAiC FREE ROCK FESTIVAL!!
- 10月06日 - RIZE UP CIRCUIT 2018
- 10月18日 - Bitter Sweet vol.11
- 11月03日 - KNOCKOUT FES 2018 autumn

2019年
- 4月07日 - KNOCKOUT FES 2019 spring
- 5月26日 - MiMiNOKOROCK FES JAPAN in 吉祥寺 2019
- 6月02日 - SAKAE SP-RING 2019
- 7月11日 - NEXT POP AWARD vol.1
- 8月21日 - LAZYgunsBRISKY Tour 2019 [Riot Bulb]
- 10月05日 - MEGA☆ROCKS 2019
- 12月29日 - CHIKAMATSU COUNTDOWN 19 / 20

2020年
- 1月23日 - CHIKAMATSU pre.『 そ の ま ま 』
- 9月22日 - NIPPON CALLING 2020

2022年
- 10月1日 - 切磋琢磨CIRCUIT in SHIMOKITA

2023年
- 1月8日 - 綾部和夫個展フリーライブ
- 1月25日 - LUV8 ～ Mission Impossible ～
- 1月31日 - SOGOPR.20230131
- 2月21日 - CHIKAMATSU pre.『 そのまま 』 〜おてまえ開店記念公演〜
- 2月22日 - LUV8 ～ Mission Impossible ～
- 3月29日 - LUV8 ～ Mission Impossible ～
- 3月30日 - ゆう お誕生日イベント「サンシャワー」
- 4月5日 - 「LUV8大作戦」特別編〜今月の保健室スペシャル〜
- 4月23日 - 「だいそんpre. 熱烈峻厳 vol.2」
- 4月26日 - LUV8 ～ Mission Impossible ～
- 4月29日 - 「キチオン38 SEIYU×サンロードステージ」
- 5月3日 - モナレコード × かよこ pre. 『ハンドメイド・ポップス』
- 5月7日 - 「innerheat」代官山 晴れたら空に豆まいて
- 5月22日 - 「LINKING HORIZONS」下北沢CLUB Que
- 5月31日 - LUV8 ～ Mission Impossible ～
- 6月17日 - 「華の乱-2023-」
- 6月28日 - LUV8 ～ Mission Impossible ～
- 7月2日 - SHIBUYA MUSIC WEEKS 2023フリーライブ
- 7月16日 - SHIBUYA MUSIC WEEKS 2023フリーライブ
- 7月26日 - LUV8 ～ Mission Impossible ～
- 8月11日 - 「真夏の午後の優しい歌」
- 9月13日 - FM FUJI "Music Spice!" presents 「THE RADIO！」

### ラジオ
- Music Spice+! → Music Spice!（FM FUJI、2019年10月1日 - 2023年9月27日）